# Aram Chaos

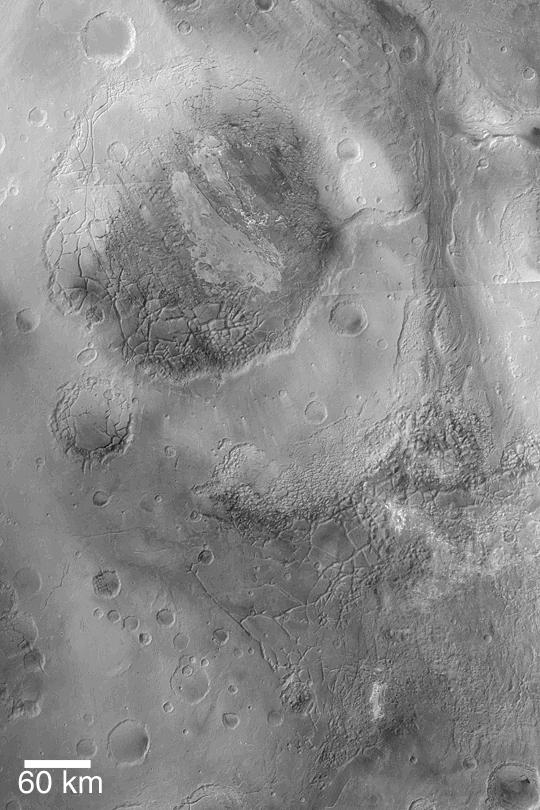
Aram Chaos - ciemny obszar powyżej centrum zdjęcia

Aram Chaos – obszar na powierzchni Marsa, który jest pozostałością po zerodowanym kraterze uderzeniowym. Jego centrum znajduje się na 2,55° szerokości geograficznej północnej oraz 22,39° długości geograficznej zachodniej (♂ 2,55°N 22,39°W/2,550000 -22,390000). Obszar ten ma 283,81 km średnicy.
Aram Chaos leży prawie dokładnie na marsjańskim równiku. Region ten pokrywają znaczne ilości siarczanów oraz tlenków żelaza, czyli rdzy. W ciemnych osadach tego obszaru tlenku żelaza jest czterokrotnie więcej niż na większości powierzchni planety. Lżejsze siarczany zostały usunięte przez wiatr odkrywając osady rdzy. Oznacza to, że tlenki metali zostały odsłonięte przez procesy erozyjne zanim osunęły się do podstaw występujących w tej okolicy klifów. Tlenki żelaza występują również w okolicznych wydmach.
Podobne osady tlenków żelaza znaleziono również na obszarach Meridiani Planum i Valles Marineris. Oznacza to, że podobne osady mogą znajdować również w innych miejscach na powierzchni Marsa ukryte pod warstwą powierzchniowego pyłu. Pełny zasięg oraz natura procesów akumulacji siarczanów i tlenków żelaza pozostaje obecnie nieznana.
Decyzją Międzynarodowej Unii Astronomicznej w 1976 roku nazwa obszaru Aram Chaos odnosi się do biblijnej krainy Aram. Była ona już wcześniej używana przez Giovanniego Schiaparelliego.